# Clypeaster rosaceus
Clypeaster rosaceus is een zee-egel uit de familie Clypeasteridae.
De wetenschappelijke naam van de soort werd in 1758 gepubliceerd door Carl Linnaeus in de tiende editie van Systema naturae.